# Saint-Arroman (Hautes-Pyrénées)
Saint-Arroman  ist eine französische Gemeinde mit 98 Einwohnern (Stand 1. Januar 2022) im Département Hautes-Pyrénées in der Region Okzitanien. Sie gehört zum Arrondissement Bagnères-de-Bigorre und zum Kanton Neste, Aure et Louron. 

## Lage
Sie ist umgeben von folgenden Nachbargemeinden:
| Izaux       |                                             | Montoussé |
| Lortet      | Kompassrose, die auf Nachbargemeinden zeigt |           |
| Bazus-Neste | Mazouau                                     | Gazave    |

## Bevölkerungsentwicklung
| Jahr                      | 1962 | 1968 | 1975 | 1982 | 1990 | 1999 | 2008 | 2016 |
| ------------------------- | ---- | ---- | ---- | ---- | ---- | ---- | ---- | ---- |
| Einwohner                 | 123  | 144  | 108  | 93   | 107  | 105  | 101  | 90   |
| Quelle: Cassini und INSEE |      |      |      |      |      |      |      |      |